# FC Valletta
Der Valletta Football Club ist ein maltesischer Fußballverein mit Sitz in Valletta, der Hauptstadt Maltas.

## Geschichte
Am 9. Januar 1904 wurde Valletta United gegründet. In der Saison 1914 / 1915 wurde der Klub erstmals Meister. Nachdem 1928 nur die Vizemeisterschaft gelungen war, feierte der Klub 1932 seinen zweiten Titelgewinn. Im selben Jahr erfolgte die Umbenennung in Valletta City, die sieben Jahre Bestand haben sollte. 1939 wurde der Klub in Valletta St. Paul's AFT umbenannt. Da während des Zweiten Weltkrieges teilweise der Spielbetrieb zum Stillstand gekommen war, fusionierte der Klub 1944 mit dem Ortsrivalen Valletta Prestons zum Valletta F.C.
Der neu gegründete Verein war gleich in seiner ersten Saison erfolgreich und holte die maltesische Meisterschaft, die im Jahr darauf verteidigt werden konnte. In den folgenden Jahren gehörte der FC Valletta zusammen mit den Sliema Wanderers, dem FC Floriana und Hibernians Paola zu den dominierenden Mannschaften der maltesischen Meisterschaft. Aber auch im maltesischen Pokal war der Klub erfolgreich: Seit er 1960 mit einem 3:0-Finalsieg gegen den FC Floriana erstmals den Titel gewann, folgten zehn weitere Titel.
Seit 2001, als der Klub das Double gewann, musste man auf einen Titel warten, ehe im Mai 2008 die Meisterschaft zwei Spieltage vor Schluss gesichert wurde, als Marsaxlokk nicht gegen Birkirkara gewinnen konnte. Nach dreizehn weiteren nationalen Titeln folgte in der 2023/24 als Tabellenzwölfter der erstmalige Abstieg in die Maltese Challenge League. Doch im April 2025 gelang als souveräner Zweitligameister die sofortige Rückkehr in die höchste Spielklasse.
Gegenwärtiger Ausrüster des FC Valletta in der Spielzeit 2024/25 ist Nike, der Hauptsponsor ist Insignia, eine Lifestyle Management Firma.

## Erfolge
- Maltesische Meisterschaft (25): 1915, 1932, 1945, 1946, 1948, 1959, 1960, 1963, 1974, 1978, 1980, 1984, 1990, 1992, 1997, 1998, 1999, 2001, 2008, 2011, 2012, 2014, 2016, 2018, 2019
- Maltesischer Pokal (14): 1960, 1964, 1975, 1977, 1978, 1991, 1995, 1996, 1997, 1999, 2001, 2010, 2014, 2018
- Maltesischer Supercup (11): 1990, 1995, 1997, 1998, 1999, 2001, 2008, 2010, 2011, 2012, 2016

## Europapokalbilanz
| Saison    | Wettbewerb                    | Runde                  | Gegner                    | Gesamt    | Hin     | Rück          |
| --------- | ----------------------------- | ---------------------- | ------------------------- | --------- | ------- | ------------- |
| 1963/64   | Europapokal der Landesmeister | Vorrunde               | Dukla Prag                | 0:8       | 0:6 (A) | 0:2 (H)       |
| 1964/65   | Europapokal der Pokalsieger   | 1. Runde               | Real Saragossa            | 1:8       | 0:3 (H) | 1:5 (A)       |
| 1972/73   | UEFA-Pokal                    | 1. Runde               | Inter Mailand             | 1:7       | 1:6 (A) | 0:1 (H)       |
| 1974/75   | Europapokal der Landesmeister | 1. Runde               | HJK Helsinki              | 2:4       | 1:0 (H) | 1:4 (A)       |
| 1975/76   | Europapokal der Pokalsieger   | 1. Runde               | Haladás Szombathely       | 1:8       | 0:7 (A) | 1:1 (H)       |
| 1977/78   | Europapokal der Pokalsieger   | 1. Runde               | Dynamo Moskau             | 0:7       | 0:2 (H) | 0:5 (A)       |
| 1978/79   | Europapokal der Landesmeister | 1. Runde               | Grasshopper Club Zürich   | 03:13     | 0:8 (A) | 3:5 (H)       |
| 1979/80   | UEFA-Pokal                    | 1. Runde               | Leeds United              | 0:7       | 0:4 (H) | 0:3 (A)       |
| 1980/81   | Europapokal der Landesmeister | Vorrunde               | Honvéd Budapest           | 00:11     | 0:8 (A) | 0:3 (H)       |
| 1983/84   | Europapokal der Pokalsieger   | 1. Runde               | Glasgow Rangers           | 00:18     | 0:8 (H) | 00:10 (A)     |
| 1984/85   | Europapokal der Landesmeister | 1. Runde               | Austria Wien              | 0:8       | 0:4 (A) | 0:4 (H)       |
| 1987/88   | UEFA-Pokal                    | 1. Runde               | Juventus Turin            | 0:7       | 0:4 (H) | 0:3 (A)       |
| 1989/90   | UEFA-Pokal                    | 1. Runde               | First Vienna FC 1894      | 1:7       | 1:4 (H) | 0:3 (A)       |
| 1990/91   | Europapokal der Landesmeister | 1. Runde               | Glasgow Rangers           | 00:10     | 0:4 (H) | 0:6 (A)       |
| 1991/92   | Europapokal der Pokalsieger   | 1. Runde               | FC Porto                  | 0:4       | 0:3 (H) | 0:1 (A)       |
| 1992/93   | UEFA Champions League         | Vorrunde               | Maccabi Tel Aviv          | 1:3       | 1:2 (H) | 0:1 (A)       |
| 1993/94   | UEFA-Pokal                    | 1. Runde               | Trabzonspor               | 2:6       | 1:3 (A) | 1:3 (H)       |
| 1994/95   | UEFA-Pokal                    | Vorrunde               | Rapid Bukarest            | 3:7       | 2:6 (H) | 1:1 (A)       |
| 1995/96   | Europapokal der Pokalsieger   | Vorrunde               | Inter Slovnaft Bratislava | 2:5       | 0:0 (H) | 2:5 (A)       |
| 1996/97   | Europapokal der Pokalsieger   | Vorrunde               | Gloria Bistrița           | 2:4       | 1:2 (H) | 1:2 (A)       |
| 1997/98   | UEFA Champions League         | 1. Qualifikationsrunde | Skonto Riga               | 1:2       | 1:0 (H) | 0:2 (A)       |
| 1998/99   | UEFA Champions League         | 1. Qualifikationsrunde | Anorthosis Famagusta      | 0:8       | 0:2 (H) | 0:6 (A)       |
| 1999/2000 | UEFA Champions League         | 1. Qualifikationsrunde | Barry Town                | 3:2       | 0:0 (A) | 3:2 (H)       |
| 1999/2000 | UEFA Champions League         | 2. Qualifikationsrunde | Rapid Wien                | 0:5       | 0:3 (A) | 0:2 (H)       |
| 2000/01   | UEFA-Pokal                    | 1. Qualifikationsrunde | HNK Rijeka                | 6:8       | 2:3 (A) | 4:5 n. V. (H) |
| 2001/02   | UEFA Champions League         | 1. Qualifikationsrunde | Haka Valkeakoski          | 0:5       | 0:0 (H) | 0:5 (A)       |
| 2002      | UEFA Intertoto Cup            | 1. Runde               | KS Teuta Durrës           | 1:2       | 1:2 (H) | 0:0 (A)       |
| 2003/04   | UEFA-Pokal                    | Qualifikation          | Neuchâtel Xamax           | 0:4       | 0:2 (H) | 0:2 (A)       |
| 2005      | UEFA Intertoto Cup            | 1. Runde               | FK Budućnost Podgorica    | 2:7       | 0:5 (H) | 2:2 (A)       |
| 2008/09   | UEFA Champions League         | 1. Qualifikationsrunde | FC Artmedia Petržalka     | 0:3       | 0:2 (H) | 0:1 (A)       |
| 2009/10   | UEFA Europa League            | 1. Qualifikationsrunde | Keflavík ÍF               | 5:2       | 3:0 (H) | 2:2 (A)       |
| 2009/10   | UEFA Europa League            | 1. Qualifikationsrunde | St Patrick’s Athletic     | 1:2       | 1:1 (A) | 0:1 (H)       |
| 2010/11   | UEFA Europa League            | 2. Qualifikationsrunde | Ruch Chorzów              | (a)1:1(a) | 1:1 (H) | 0:0 (A)       |
| 2011/12   | UEFA Champions League         | 1. Qualifikationsrunde | SP Tre Fiori              | 5:1       | 3:0 (A) | 2:1 (H)       |
| 2011/12   | UEFA Champions League         | 2. Qualifikationsrunde | Ekranas Panevėžys         | 2:4       | 2:3 (H) | 0:1 (A)       |
| 2012/13   | UEFA Champions League         | 1. Qualifikationsrunde | FC Lusitanos              | 9:0       | 8:0 (H) | 1:0 (A)       |
| 2012/13   | UEFA Champions League         | 2. Qualifikationsrunde | Partizan Belgrad          | 2:7       | 1:4 (H) | 1:3 (A)       |
| 2013/14   | UEFA Europa League            | 1. Qualifikationsrunde | SP La Fiorita             | 4:0       | 3:0 (A) | 1:0 (H)       |
| 2013/14   | UEFA Europa League            | 2. Qualifikationsrunde | FK Minsk                  | 1:3       | 1:1 (H) | 0:2 (A)       |
| 2014/15   | UEFA Champions League         | 2. Qualifikationsrunde | Qarabağ Ağdam             | 0:5       | 0:1 (H) | 0:4 (A)       |
| 2015/16   | UEFA Europa League            | 1. Qualifikationsrunde | Newtown AFC               | 2:4       | 1:2 (A) | 1:2 (H)       |
| 2016/17   | UEFA Champions League         | 1. Qualifikationsrunde | B36 Tórshavn              | (a)2:2(a) | 1:0 (H) | 1:2 (A)       |
| 2016/17   | UEFA Champions League         | 2. Qualifikationsrunde | FK Roter Stern Belgrad    | 2:4       | 1:2 (H) | 1:2 (A)       |
| 2017/18   | UEFA Europa League            | 1. Qualifikationsrunde | SS Folgore/Falciano       | 3:0       | 2:0 (H) | 1:0 (A)       |
| 2017/18   | UEFA Europa League            | 2. Qualifikationsrunde | FC Utrecht                | 1:3       | 0:0 (H) | 1:3 (A)       |
| 2018/19   | UEFA Champions League         | 1. Qualifikationsrunde | FK Kukësi                 | (a)1:1(a) | 0:0 (A) | 1:1 (H)       |
| 2018/19   | UEFA Europa League            | 2. Qualifikationsrunde | HŠK Zrinjski Mostar       | 2:3       | 1:1 (A) | 1:2 (H)       |
| 2019/20   | UEFA Champions League         | 1. Qualifikationsrunde | F91 Düdelingen            | (a)3:3(a) | 2:2 (A) | 1:1 (H)       |
| 2019/20   | UEFA Champions League         | 2. Qualifikationsrunde | Ferencváros Budapest      | 2:4       | 1:3 (A) | 1:1 (H)       |
| 2019/20   | UEFA Europa League            | 3. Qualifikationsrunde | FK Astana                 | 1:9       | 1:5 (A) | 0:4 (H)       |
| 2020/21   | UEFA Europa League            | 1. Qualifikationsrunde | Bala Town                 | 0:1       | 0:1 (H) | 0:1 (H)       |

Gesamtbilanz: 101 Spiele, 14 Siege, 19 Unentschieden, 68 Niederlagen, 82:256 Tore (Tordifferenz −174)

### Stationen im Europapokal
Bei seinen insgesamt 40 Teilnahmen im Europapokal konnte der Valletta FC sich achtmal gegen eine gegnerische Mannschaft durchsetzen; so häufig wie kein anderer Verein des Inselstaates. Den Anfang machten die „Citizens“ 1999 gegen Barry Town (0:0 und 3:2), anschließend warfen sie noch den Keflavík ÍF (3:0 und 2:2 2009), Tre Fiori (3:0 und 2:1 2011), Lusitanos (8:0 und 1:0 2012), La Fiorita (3:0 und 1:0 2013), B36 Tórshavn (1:0 und 1:2 2016), SS Folgore/Falciano (2:0 und 1:0 2018) und F91 Düdelingen (2:2 und 1:1 2019) aus dem jeweiligen Wettbewerb.
Der 8:0-Erfolg gegen den andorranischen Meister FC Lusitanos in der ersten Qualifikationsrunde zur Champions League 2012/13 ist nicht nur der mit Abstand höchste Sieg des Valletta FC, sondern einer maltesischen Vereinsmannschaft im Europapokal überhaupt. Die höchste Niederlage war das 0:10 bei Glasgow Rangers in der ersten Runde um den Europapokal der Pokalsieger 1983/84, nachdem bereits das Hinspiel 0:8 verloren wurde, so dass das Gesamtergebnis von 0:18 auch das schlechteste in der Europapokalgeschichte der Citizens ist. Sieben Jahre später traf Valletta im Europapokal der Landesmeister 1990/91 erneut auf die Glasgow Rangers und unterlag erneut deutlich, wenn auch diesmal „nur“ mit dem Gesamtergebnis von 0:10. Weitere zweistellige Gesamtniederlagen musste der Valletta FC gegen Grasshopper Zürich (3:13 1978) und Honvéd Budapest (0:11 1980) hinnehmen.
Zu den weiteren großen Namen, gegen die der Valletta FC in einem europäischen Wettbewerb antrat, gehören Inter Mailand (1972), Dynamo Moskau (1977), Leeds United (1979), Juventus Turin (1987), der FC Porto (1991) sowie die drei Wiener Vereine FK Austria (1984), First Vienna FC (1989) und SK Rapid (1999).
Das wohl denkwürdigste Europapokalspiel der Citizens fand am 24. August 2000 im Ta’ Qali-Stadion gegen den kroatischen Vertreter HNK Rijeka statt. Nachdem der HNK das Hinspiel vor eigenem Publikum mit 3:2 gewonnen hatte, lag er im Rückspiel mit demselben Ergebnis hinten, so dass eine Verlängerung erforderlich wurde. Bereits in der 94. Minute brachte Goran Brajković mit seinem Treffer zum 3:3 den HNK auf die Siegesstraße, weil der Valletta FC aufgrund der Auswärtstorregel zum Weiterkommen nunmehr einen Sieg mit zwei Toren Vorsprung benötigt hätte. Das Eigentor von Karl Bonnici zum 3:4 aus Sicht der Gastgeber in der 103. Minute sorgte für die endgültige Vorentscheidung zu Gunsten der Kroaten, an dem auch der Ausgleichstreffer von David Carabott in der 107. Minute zum 4:4 nichts mehr ändern konnte. Das letzte Tor zum 4:5-Endstand erzielte Admir Hasančić in der 119. Minute.

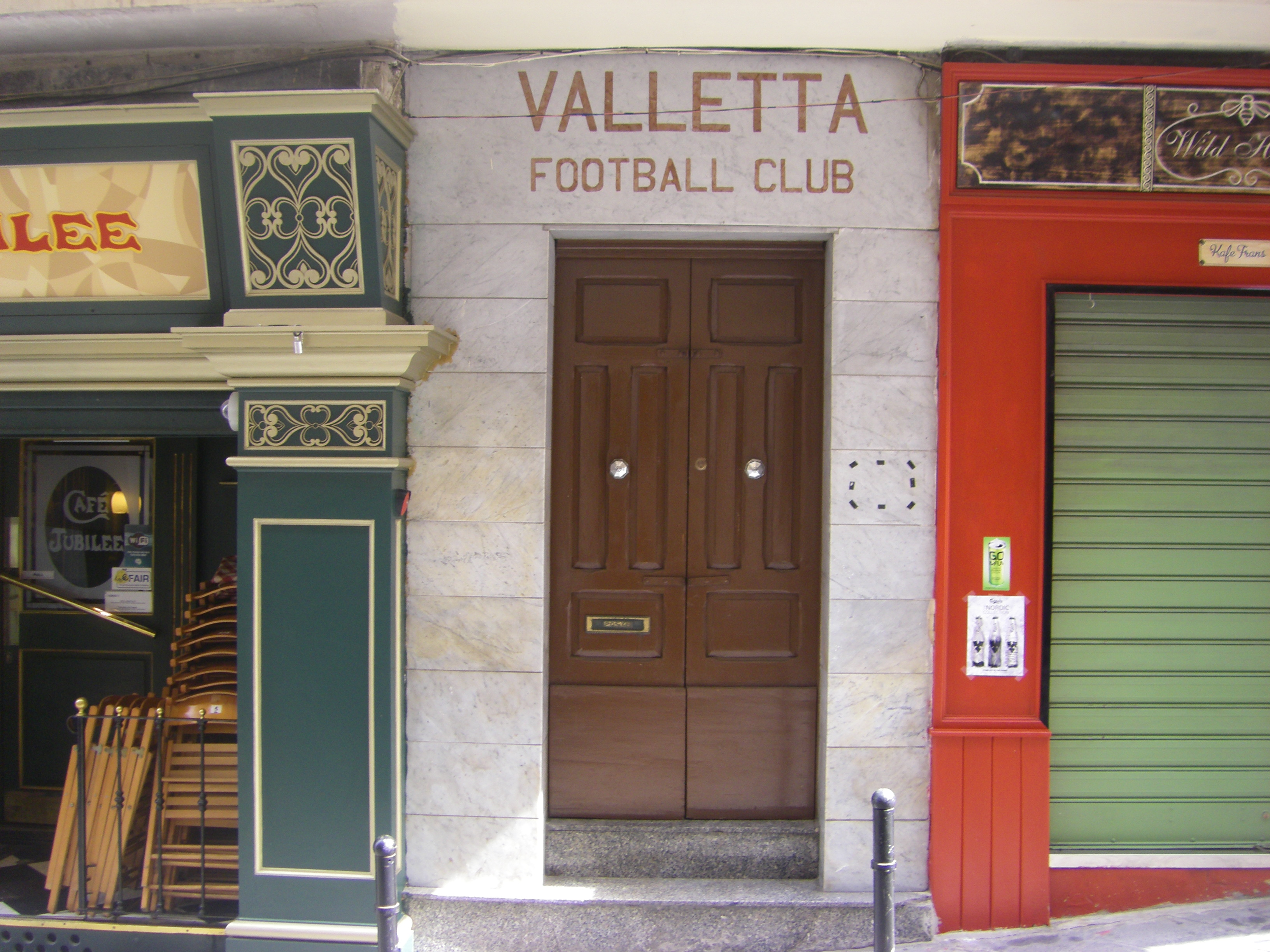
Eingang zum Vereinsbüro des Valletta Football Club

## Trainer
- Ton Caanen (2009–2010)

## Spieler
- Vincent Magro (1969–1984)
- Nicholas Saliba (1987–2003)
- Gilbert Agius (1990–2013)
- John Buttigieg (1999–2002)
- Jordi Cruyff (2009–2010, Spieler und Co-Trainer)